# C. F. Martin & Co.

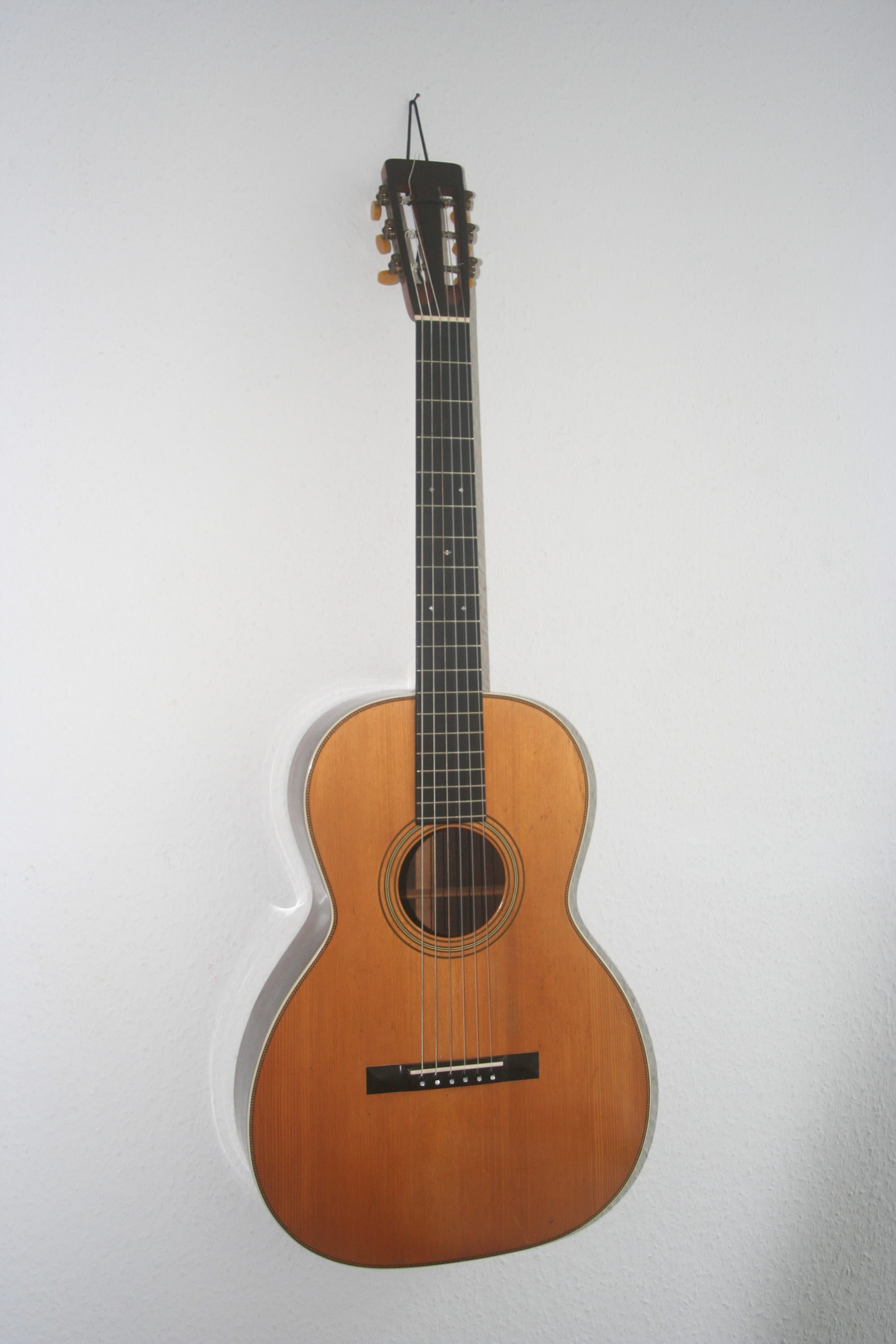
Martin 00-28 1907

C. F. Martin & Co., Inc. (kurz Martin Guitars) ist ein Unternehmen für Zupfinstrumente mit dem Schwerpunkt in der Fertigung von hoch- und höchstwertigen Gitarren aus Nazareth (Pennsylvania) in den USA. Das Unternehmen wurde 1833 durch den Emigranten Christian Friedrich Martin (1796–1873, später Christian Frederick Martin genannt) aus dem vogtländischen Musikwinkel gegründet und ist heute in der sechsten Generation weiterhin durch den seit 1986 als Vorstandsvorsitzenden tätigen Christian Frederick Martin IV. familiengeführt.
Das Unternehmen ist durch die Güte ihrer Produkte und Innovationen weltweit bekannt und stilbildend für die Instrumentenklasse der landläufig im Deutschen so bezeichneten Westerngitarren. Die Firmengeschichte von C. F. Martin & Co. ist ein vergleichbares Beispiel anderer erfolgreicher Gründungen europäischer Einwanderer.

## Gründungszeit
Der Gründer, Christian Friedrich Martin Senior, wurde am 31. Januar 1796 in Markneukirchen geboren. Er ging zunächst bei seinem Vater, dem Tischler und Instrumentenbauer Johann Georg Martin in die Lehre. Mit 24 Jahren ging er nach Wien, um in der zu dieser Zeit wohl besten Wiener Gitarrenmanufaktur bei Johann Georg Stauffer eine Lehre zu absolvieren. Christian Friedrich brachte es in dessen Werkstatt auf Grund seiner Geschicklichkeit bis zum Vorarbeiter. Die Heirat mit Ottilie Lucia Kühle, Tochter eines Wiener Tischlers und Instrumentenbauers, veranlasste ihn offensichtlich, Stauffer zu verlassen, da er in der Werkstatt seines Schwiegervaters eine neue Anstellung fand. Insgesamt blieb er 14 Jahre in Wien, danach kehrte er in seine Heimatstadt zurück und eröffnete sein eigenes Geschäft. Dabei kam er in eine turbulente Situation, denn gerade hatte die Innung der Geigenbauer der Stadt Neukirchen (später „Markneukirchen“) Beschwerde beim sächsischen König geführt. Die Geigenbauer behaupteten, die Tischler Carl Friedrich Jacob und Carl Gottlob Wild fertigten unerlaubt Gitarren; jene seien keine Mitglieder der Zunft der Geigenbauer, deren Mitgliedern alleine das Recht zukomme, alle Arten von Saiteninstrumenten herzustellen. In den Gerichtsakten aus dem Jahre 1832 wird Christian Friedrich Martins Vater bereits als Hersteller von Gitarren erwähnt:

„Da auf eine ähnliche Beschwerde des hiesigen Geigenmacherhandwerks gegen den Tischler Johann Georg Martin allhier, Letzterer, mittelst der an uns ergangenen, fol. 26. der beyliegenden Acten sub. M. vid. 157. befindlichen allerhöchsten Rescripts das fertigen der Guitarren verstattet worden ist…“

Christian Friedrich wanderte im September 1833 nach New York aus. Man schreibt diesen Entschluss den oben beschriebenen Schwierigkeiten zu. Es ist belegt, dass die Geigenbauer-Innung seit dem Jahre 1806 mindestens drei behördliche und gerichtliche Verfahren gegen Gitarrenbauer in die Wege geleitet hatten. Die Verfahren waren von unterschiedlichem Erfolg, müssen aber als jahrelanger Zustand der Unsicherheit einen starken Druck auf die nicht der Geigenbauer-Innung angehörenden Hersteller von Zupfinstrumenten ausgeübt haben.

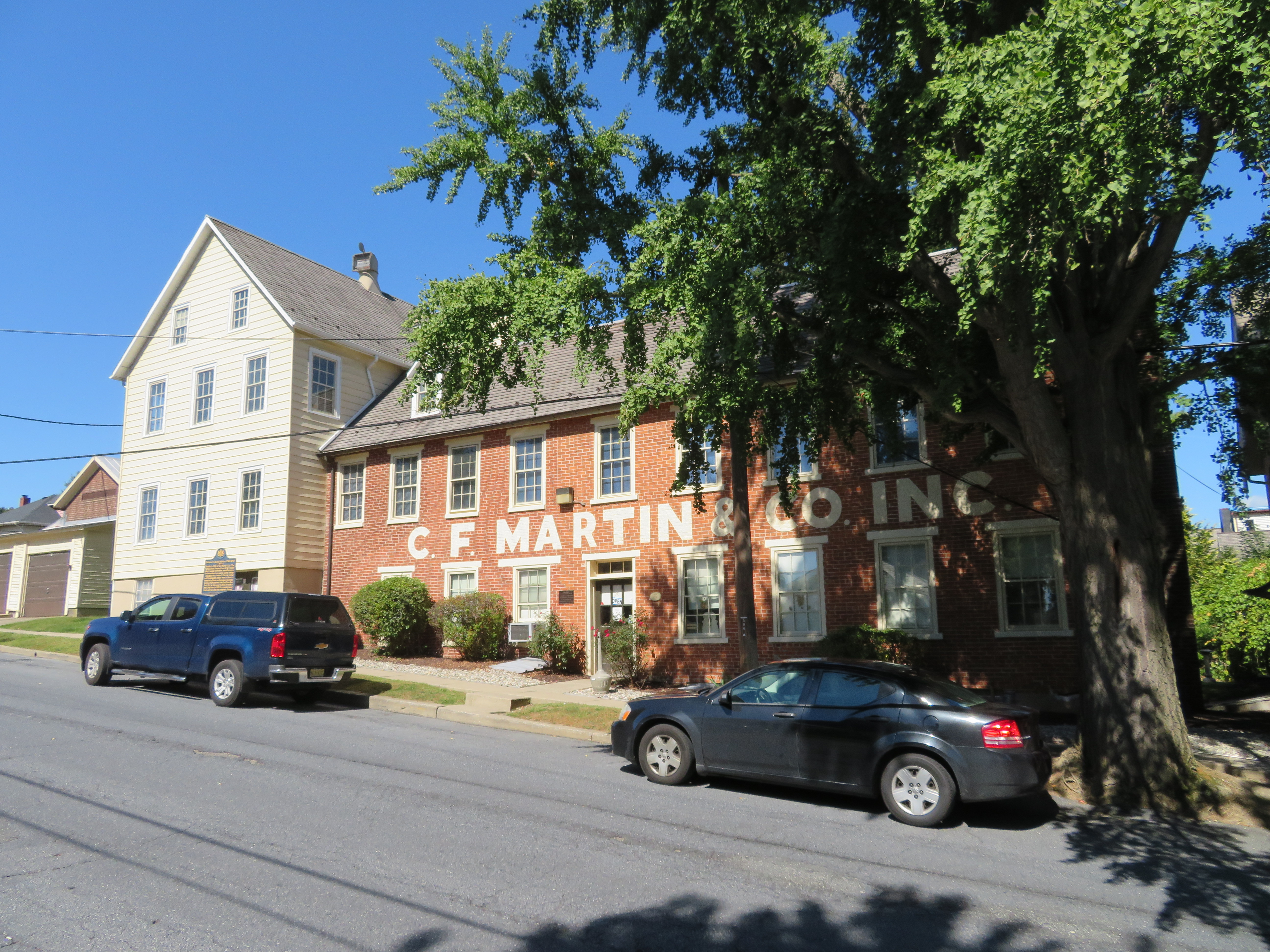
Die alte Fabrik in der North Street
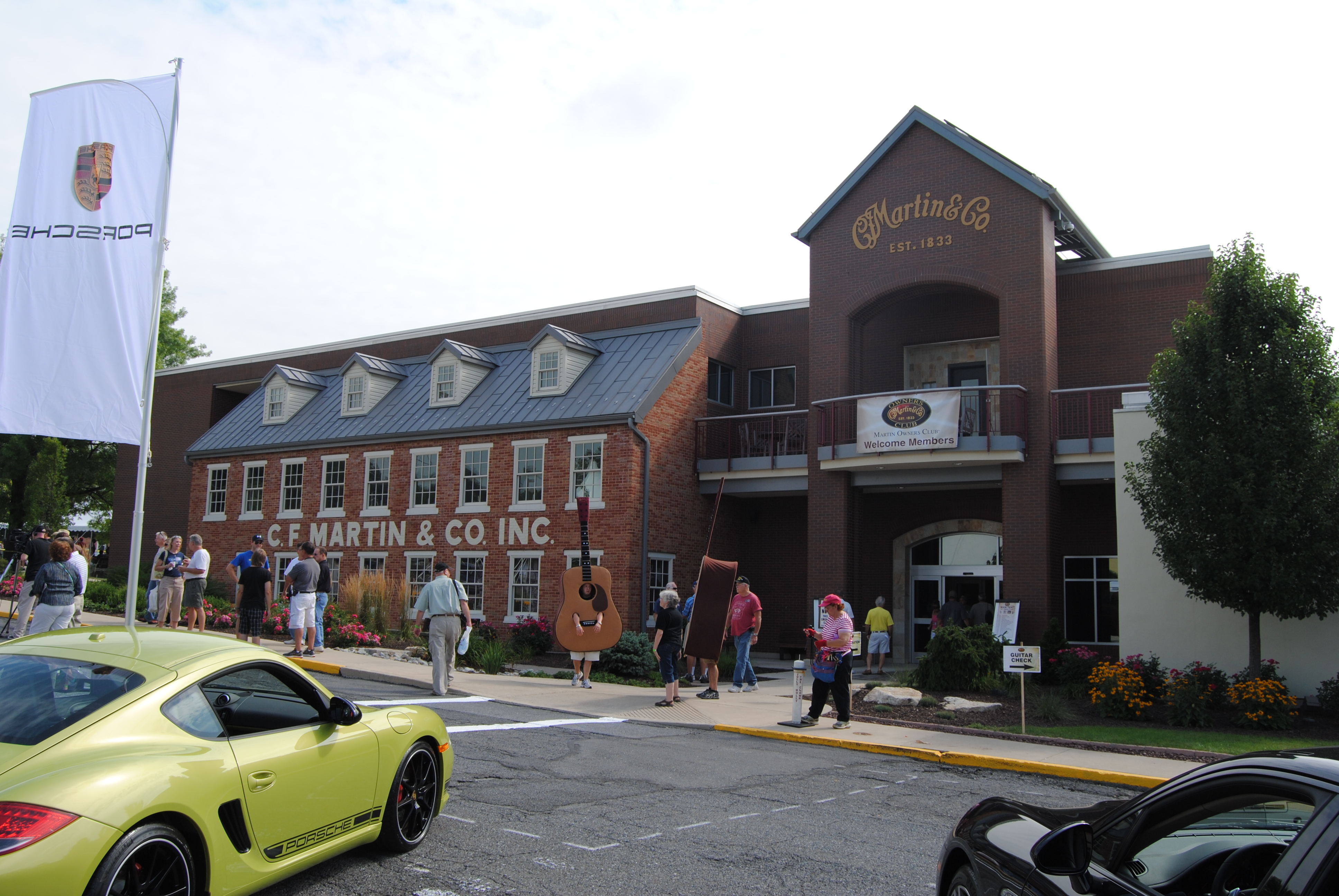
Die neue Fabrik

In New York eröffnete Christian Friedrich Martin noch im selben Jahr sein Gitarrenbaugeschäft. In den Anfängen unterhielt er eine auch nach heutigen Vorstellungen durchaus gewöhnliche Musikalienhandlung, in der man neben Gitarren auch Blas- und Streichinstrumente, Saiten, Noten und Zubehör erstehen konnte. Gitarren fertigte er auf Bestellung. Bei deren Vertrieb, aber auch bei der Fertigung der Gitarren selbst arbeitete er mit einer Anzahl von Musiklehrern, Großhändlern und anderen Partnern zusammen. Daher sind auch viele Modelle aus dieser Zeit mit Martin & Schatz oder Martin & Coupa bezeichnet. Martins Gitarren genossen schon während der Zeit, die er in New York verbrachte, einen ausgezeichneten Ruf, der sich bei Interessenten rasch herumsprach.
1838 verkaufte Martin sein Geschäft in New York und zog mit der Manufaktur nach Nazareth (Pennsylvania). Der Schwerpunkt seiner Tätigkeit verlegte sich nun endgültig auf die Herstellung hochwertiger Gitarren.
Nach diesem Umzug wandelte sich das Geschäft zu einem Betrieb mit etwa 20 Angestellten und vergrößerte sich kontinuierlich, bis 1859 die erste Fabrik in der North Street eröffnet wurde. C. F. Martin starb am 16. Februar 1873 und hinterließ eine erfolgreiche Gitarrenbaufirma.

## Gitarrenbau-Technik und Innovationen

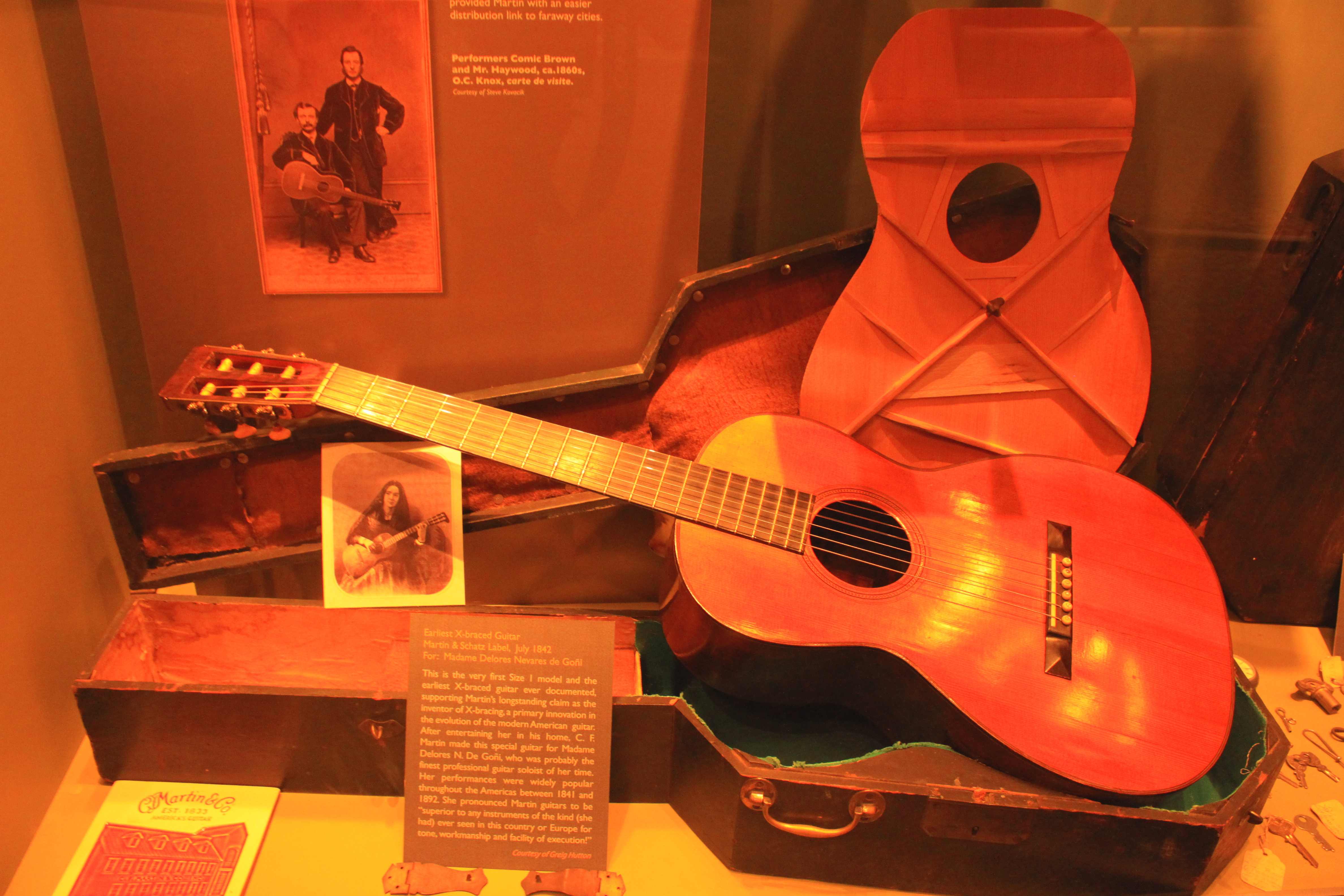
Früheste Gitarre mit X-Bracing (1842)

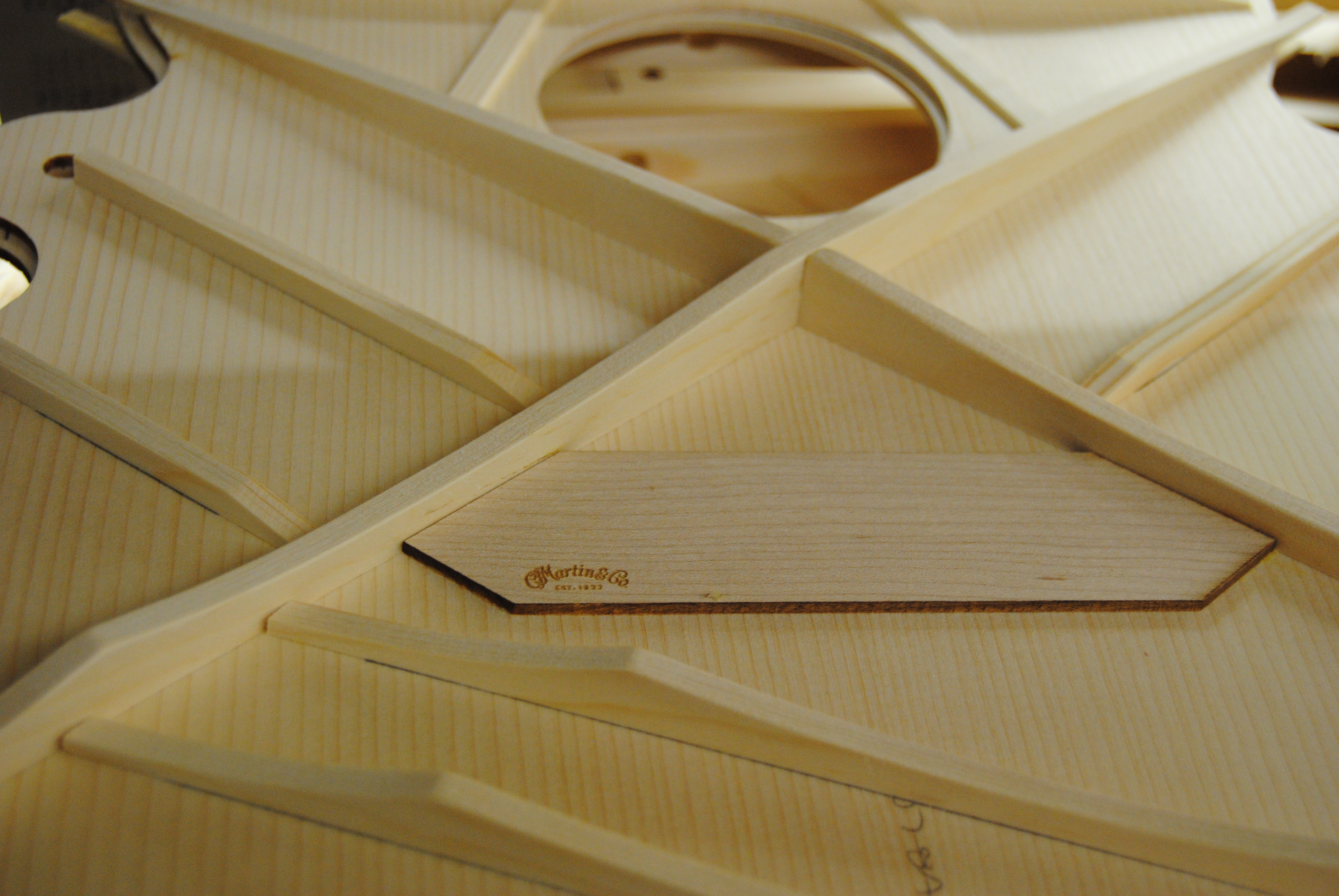
X-Bracing

In den 1840er-Jahren perfektionierte C.F. Martin Sr. das X-Bracing, welches eine erhöhte Stabilität und Belastbarkeit der Decke ermöglicht. Das X-Bracing (aufgeleimte Leisten auf der Innenseite der Korpusdecke) gilt bis heute als eines der besten Bracing-Muster und wird weltweit vor allem bei Gitarren mit Stahlsaiten genutzt. Heute wird allgemein behauptet, Martin habe diese Beleistungsform erfunden. Allerdings ist belegbar, dass das „X-Bracing“ in den 1840er-Jahren, also zeitgleich auch von anderen Gitarrenbauern verwendet wurde, die deutscher Herkunft und untereinander bekannt waren, wie Schmidt, Maul und Stumcke. Eine Patentierung des „X-Bracing“ ist nicht erfolgt. Wenn seine Urheberschaft auch Christian Friedrich Martin zugeschrieben wird, so wird die wirkliche Urheberschaft wohl nicht mehr aufzuklären sein.
Mit dem X-Bracing waren die Martin-Gitarren jedenfalls unwissentlich für eine Entwicklung vorbereitet worden, die um die Jahrhundertwende begann. Als die Gitarre als Volksinstrument in den Vereinigten Staaten immer beliebter wurde, trat immer drängender das Problem in den Vordergrund, dass die Gitarre allgemein gegenüber anderen Instrumenten zu leise war. Gitarrenspieler hatten einige Mühe, sich gegen die viel lauteren Instrumente Mandoline, Violine und Banjo Gehör zu verschaffen. Angeregt von Banjo- und Mandolinenspielern begannen Gitarristen, ihre eigentlich für Darmsaiten konstruierten Instrumente mit Mandolinensaiten zu bespannen, um eine bessere Lautstärke zu erreichen. Martin blieb diese Entwicklung nicht verborgen. Allerdings waren die Instrumente dem höheren Saitenzug der Metallsaiten auf Dauer nicht gewachsen. Martin griff die Entwicklung aber auf, indem er die Gitarren konstruktiv den geänderten Anforderungen anpasste. Die Gitarren der Korpusgröße „000“ waren eine gewisse Zeit für die Nutzung sowohl mit Darm- als auch mit Stahlsaiten vorgesehen. Bereits im ersten Jahrzehnt des 20. Jahrhunderts lag der Schwerpunkt Martins bei den Gitarren mit Stahlsaiten.
1916 produzierte Martin die ersten Dreadnought-Gitarren, über längere Zeit die größte Bauform für eine Gitarre. Nach anfänglichen Schwierigkeiten wurde diese Bauform weltweit akzeptiert und ist heute eine Art Markenzeichen von Martin & Co. Die „Dreadnought“ mit dem Halsansatz am vierzehnten Bund dürfte heute die am häufigsten hergestellte Bauform bei den akustischen Stahlsaiten-Gitarren sein. Nahezu jeder Hersteller akustischer Stahlsaiten-Gitarren kopiert diese Bauform, teils mit geringen Variationen, teils auch in einer der Martin-Dreadnought völlig übereinstimmenden Weise.
Martin baute ab 1929 Gitarren, deren Hals erst am vierzehnten Bund in den Korpus der Gitarre überging. Zuvor war generell ein Übergang des Gitarrenhalses am zwölften Bund üblich. Der Übergang am vierzehnten Bund sollte dem Spieler ermöglichen, die Bünde jenseits des zwölften Bundes leichter zu erreichen. Die Innovation ging ebenso auf den Hinweis des Banjo-Spielers Perry Bechtel zurück, wie eine Verringerung der Breite des Griffbrettes.
Heute werden auch Gitarren mit Cutaway hergestellt, etwa die mit Pickups (Tonabnehmern) ausgestatteten Modelle OMC-1E (eine OOO-Form) und DC-1E (im Dreadnought-Maß).

## Modell-Entwicklung
Am Anfang des 19. Jahrhunderts war die Gitarre zwar ein seit langem bekanntes, aber noch unausgereiftes Instrument. Nachdem die Gitarre neben der Laute, der Waldzither, der Mandoline, der Cister und der Vihuela eine untergeordnete Rolle gespielt hatte, entwickelte sich im Europa der nach-Napoleonischen Ära eine starke Nachfrage sowohl nach dem Instrument an sich, als auch nach der für es geeigneten Musik. Mit Spielern und Komponisten wie Fernando Sor, Dionisio Aguado, Mauro Giuliani, Ferdinando Carulli und anderen begann die Gitarre zudem, sich vom Laien-Instrument für die Liedbegleitung zu einem als polyphon und für konzertante Musik geeignetes Instrument zu entwickeln. In der Zeit nach 1815 tauchte in Europa und etwas später auch in den USA für das Phänomen der massiven Begeisterung für das Instrument der Begriff Gitarromania auf. So kam es, dass sich in der Zeit ab 1830 die Entwicklungsschritte und Reifeprozesse des Musikinstruments Gitarre vollzogen, die zu den Instrumenten führten, die wir heute kennen und die man – zumindest in einigen Bereichen – als Endformen betrachten kann.

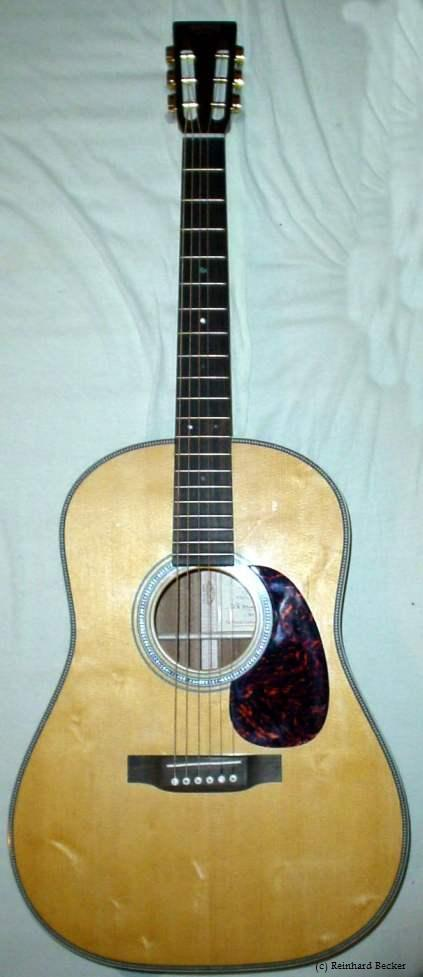
Martin 12-Bund-Dreadnought (CEO-5)

In dieser Atmosphäre, die sich auch auf die neue Welt übertrug, wanderte C. F. Martin von Sachsen in Deutschland nach den USA aus. Während es Antonio de Torres vorbehalten war, die Entwicklung der Gitarre auf dem europäischen Kontinent als Konzertinstrument zur Reife zu führen, war es an dem jungen Christian Frederick Martin, die Entwicklung in Gang zu setzen, die letztlich die Stahlsaiten-Gitarre hervorbrachte, die in der Volksmusik vieler Regionen, der populären Musik aller nur denkbaren Stilrichtungen und vermehrt auch moderner konzertanter Musik einen unvergleichlichen Siegeszug angetreten hat.
Sowohl in Europa, als auch in Amerika war die Entwicklung der Gitarre in erster Linie von einer deutlichen Vergrößerung des Klangkörpers begleitet. Betrachtet man die frühen Modelle der Firma Martin, erkennt man noch recht deutlich deren gemeinsame Wurzeln mit zeitgenössischen europäischen Instrumenten jener Zeit. Sie waren deutlich kleiner als alles heute Übliche und glichen mit ihren ähnlich großen Ausladungen beidseits der „Taille“ ein wenig einer „8“.
Martin ging recht bald dazu über, seine Instrumente zu standardisieren. So bezeichnete er die kleinste Gitarre mit der Ziffer „3“, die nächstgrößere mit „2“, das Größte mit „1“. Nachdem die Entwicklung zu noch größeren Korpusformen gegangen war, wurde das Modell „0“ eingeführt, (eine Größe, die heute noch als kleinstes Modell erhältlich ist). Die Nomenklatur erwies sich als nicht sehr weitsichtig gewählt, denn nach der Entwicklung noch größerer Korpusformen hätte man eigentlich „−1“ und „−2“ als Bezeichnung wählen müssen. Martin aber nannte das nächstgrößere Modell schlicht „00“ und die dann einige Jahre als größtes Modell erhältliche Gitarre „000“.
Parallel zur Entwicklung der Korpusgrößen vollzog sich in den Anfängen des 20. Jahrhunderts die oben bereits beschriebene Umstellung der Modellpalette auf Stahlsaiten. Dabei erwies sich die Bevorzugung des „X-bracing“ als vorteilhaft, denn es widerstand dem erhöhten Zug der Stahlsaite bedeutend besser als die in diesem Bereich vereinzelt eingesetzte Beleistung nach dem Muster von Torres.

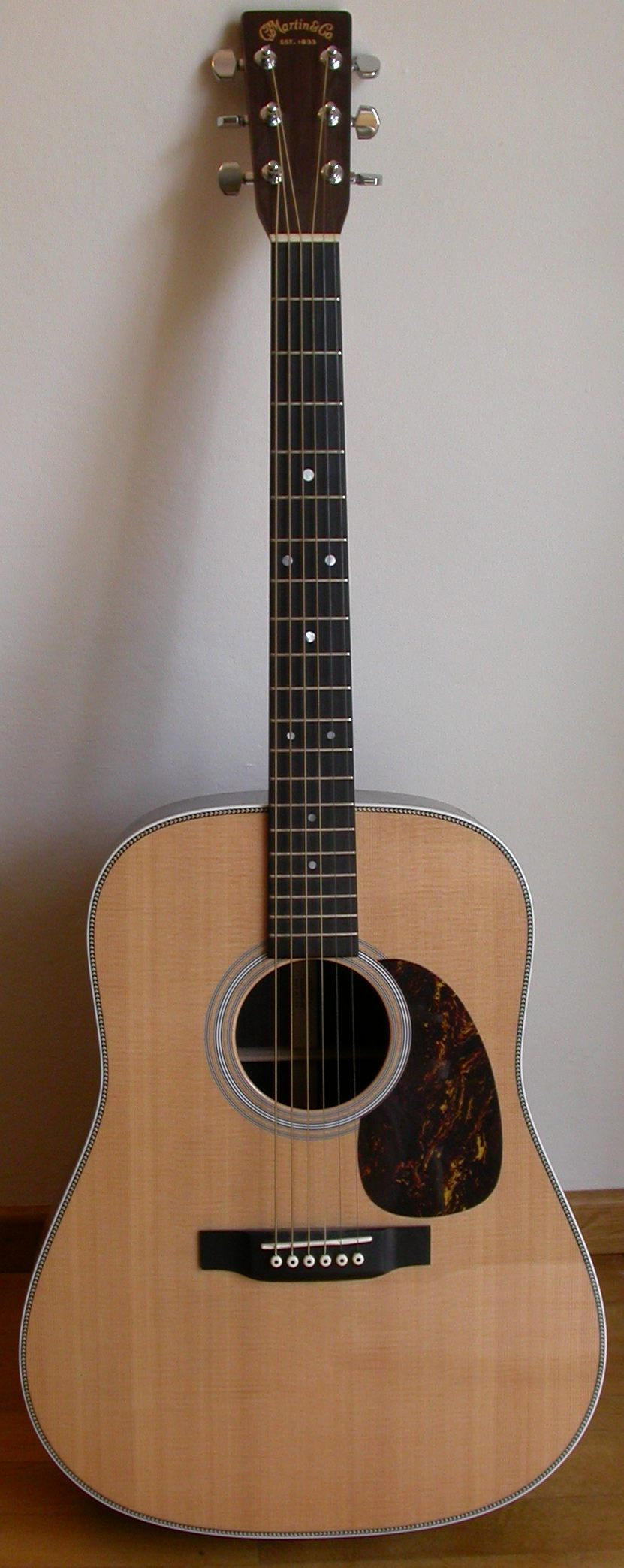
Martin 14-Bund-Dreadnought (HD-28)

## Die Dreadnought-Gitarre
Kurz vor dem Ersten Weltkrieg fertigte Martin gemäß einem Auftrag der Ditson-Warenhauskette eine nach damaligen Verhältnissen riesige Gitarre, die eine gewisse Zeit als „akustische Bassgitarre“ angeboten wurde. Sie erwies sich als nicht sonderlich erfolgreich, obwohl es sich bei diesem Instrument um nichts anderes handelte als die Urform der heutigen „Dreadnought“-Gitarren. Als eigentliches Geburtsjahr der Dreadnought gilt 1916; entworfen wurde diese Korpusform damals von Frank Henry Martin, dem seit 1888 als Geschäftsführer der Firma tätigen Enkel von Christian F. Martin, und Harry Hunt, dem damaligen Manager des Ditson music store in New York. Dank ihres, im Vergleich zu anderen Akustik-Modellen dieser Zeit, recht großen Korpus lieferten Dreadnoughts einen lauten, durchsetzungsstarken Klang. Sie gelangte in die Hände erfolgreicher Interpreten und begann sich so mehr und mehr zu verbreiten. Der Name Dreadnought („Fürchtenichts“) orientierte sich an einer damals als besonders modern und gewaltig geltenden Klasse von Schlachtschiffen der britischen Marine, die größten ihrer Zeit.
Eine weitere Entwicklung, die sich an den Martin-Gitarren vollzog, ist eine konstruktive Veränderung des Halsansatzes. Während die klassische Gitarre nach Torres und auch die von Martin seit seiner Lehrlingszeit gefertigten Instrumente den Halsansatz zum Korpus hin am zwölften Bund – der Oktave – aufwiesen, fertigte man bei Martin seit den 1930er-Jahren auch Gitarren mit dem Halsansatz am vierzehnten Bund. Nachdem nun die Dreadnought noch größer war als die „000“, hätte man sie mit „0000“ typisieren können. Bei Martin entschied man sich aber für das „D“ als Typenbezeichnung.
In der Palette der heute erhältlichen Martin-Gitarren spiegelt sich diese Geschichte der Modellentwicklung wider. Die Dreadnought ist sowohl in ihrer seit den 1930er-Jahren üblichen Form, als auch in der Urform mit Halsansatz am 12. Bund erhältlich. Ein Beispiel ist das als Special Edition in einer Auflage von nur knapp 500 Einheiten gebaute Modell „CEO-5“. Man ist inzwischen sogar dazu übergegangen, die Ur-Dreadnought, die – entsprechend der Entstehungsgeschichte – als Ditson-Dreadnought bezeichnet wird, wieder akribisch nachzubauen. Das Modell „000“ ist ebenfalls in der Form mit dem Halsansatz am vierzehnten Bund, als auch in seiner bis in das Ende des 19. Jahrhunderts zurückreichende Bauform mit Halsansatz am zwölften Bund zu bekommen. Auch die Modelle „00“ und „0“ werden angeboten und gestatten dem Gitarrenbegeisterten, an einer Tradition teilzuhaben, die in die Zeit vor dem Amerikanischen Bürgerkrieg zurückreicht.
Neben der Nomenklatur der Korpusformen 3, 2, 1, 0, 00, 000, D und J (für „Jumbo“) traten schon in den 1840er-Jahren Bezeichnungen für die Ausstattungsvarianten, also die gewählten Tonhölzer sowie die Verzierungen auf. Diese wurden durch Ziffern gekennzeichnet, die zunächst die Preise der Gitarren in US-Dollar angaben, verselbständigten sich dann aber und blieben bis zum heutigen Tage kennzeichnend. Kostete eine Gitarre mit ausgesuchter Fichtendecke, Palisanderkorpus und Griffbrett aus Ebenholz, die mit Verzierungen aus Fischbein versehen war, 28 US-Dollar, so handelt es sich bei einer 000-28 auch heute noch um eine Gitarre mit den entsprechenden Ausstattungsdetails, die aber hinsichtlich des Preises den damaligen Regionen schon lange entwachsen ist. Die aus Walknochen oder Elfenbein gefertigten weißen Randumleimungen (auch Binding genannt) sind mittlerweile allerdings dem Kunststoff gewichen.
Heute werden über die reine Zahl bei Martin auch noch weitere Buchstabenkombinationen verwendet, die verschiedene Ausstattungsdetails bezeichnen sollen, so dass man inzwischen durchaus Gitarrentypen begegnet, welche die ungelenke und etwas technokratisch anmutende Bezeichnung HD-16-RLSH führen, womit eine „Herringbone-Dreadnought, Typ 16, ausgestattet mit einem Rosewood (Palisander)-Korpus und Large Soundhole“ (Schallloch) gemeint ist.

## Martin & Co. heute
In den 1970er-Jahren kaufte Martin einige Firmen auf. Dazu gehörten die Darco String Company (Besitzer war die Familie D’Addario), die Vega Banjo Works, die schwedische Firma Levin und eine niederländische Gitarrenmanufaktur. Von diesen Firmen ist nur noch Darco heute Teil von Martin. Insbesondere die Investition in europäische Gitarrenhersteller erwiesen sich als Fehlschlag.
Nachdem Martin in den 1970er-Jahren nurmehr die Modelle „D-28“ und „D-18“ anbot, erweiterte das Unternehmen allmählich seine Produktpalette wieder. Dabei wurde auf Baumuster zurückgegriffen, die in den 1930er-Jahren erfolgreich waren und bis heute einen legendären Ruf genießen. Inzwischen kann man von Martin & Co eine Vielzahl der Bauformen und Ausstattungsvarianten erhalten, die über die lange Geschichte des Unternehmens hergestellt worden waren, so zum Beispiel auch Gitarren der Größe „000“ mit dem Halsansatz am zwölften Bund und breiterem Griffbrett, wie man sie bereits um die Jahrhundertwende kannte.
Als eine neue Herausforderung erwiesen sich billig produzierte Stahlsaiten-Gitarren aus Japan (Takamine) und anderen aufstrebenden asiatischen Ländern. Martin versuchte, dem dadurch zu begegnen, dass man nun selbst dazu überging, Gitarren nach Spezifikationen des Mutterhauses in Japan herstellen zu lassen. Diese Instrumente, die auch heute noch vereinzelt im Handel anzutreffen sind, wurden unter der Marke Sigma Guitars bekannt. Ein weiterer Ansatz bestand darin, Gitarrenteile in Japan vorfertigen zu lassen. Sie wurden nach Nazareth (Pennsylvania) geliefert und bei Martin & Co. zu Ende gebaut. Diese Instrumente sind unter der Bezeichnung „Shenandoah-Martins“ bekannt geworden. Es stellte sich aber bald heraus, dass der Preisvorteil, den man durch die Teilfertigung in Japan erwartet hatte, durch Transportkosten weitgehend wieder aufgezehrt wurde. Schließlich ging man seit Mitte der achtziger Jahre dazu über, im Stammhaus selbst eine Linie preisgünstiger Instrumente zu konzipieren und auf den Markt zu bringen. Die auf diese Weise entstandene Instrumentenreihe der sogenannten Road- sowie der X-Serien erwiesen sich als durchschlagender Erfolg, denn sie boten den Interessenten erschwingliche Instrumente mit allen erforderlichen Eigenschaften eines guten Musikinstrumentes: Gute Verarbeitung, ausgewogener Klang und gute Bespielbarkeit.
Inzwischen ist Martin dazu übergegangen, die Instrumente der preisgünstigsten Linie, der X-Serie, in ihrer Zweigfabrik in Mexiko zu fertigen.
Neben einer Reihe von hochwertigen Serien produziert Martin auch die Dreadnought Junior (D Jr.) und die Little Martin in einem niedrigpreisigen Segment. Das Angebot wird von zahlreichen Signature Series (s. u.) und Custom-Shop-Gitarren vervollständigt.
Im Jahre 2004 wurde die Millionengrenze durchbrochen. Martin wird auch heute noch als Familienunternehmen geführt und befindet sich derzeit unter der Leitung von Christian Frederick Martin IV. Nachdem das Unternehmen inzwischen seit Beginn seiner Existenz im Jahre 1833 ununterbrochen in Familienbesitz ist und die überwiegende Anzahl aller Künstler aus der populären Musik neben vielen musikbegeisterten Privatleuten seine Instrumente spielten und spielen, ist nicht zu bezweifeln, dass man die Firma C. F. Martin & Co. als Teil der Kulturgeschichte Amerikas bezeichnen kann.
Im Jahre 2008, zum 175-jährigen Bestehen der Fa. Martin wurden 50 Stück der Martin 00 Stauffer 175th hergestellt und weltweit verkauft, die in besonderer Weise den Lehrmeister des Firmengründers, Johann Georg Stauffer, würdigen.

## Signaturmodelle

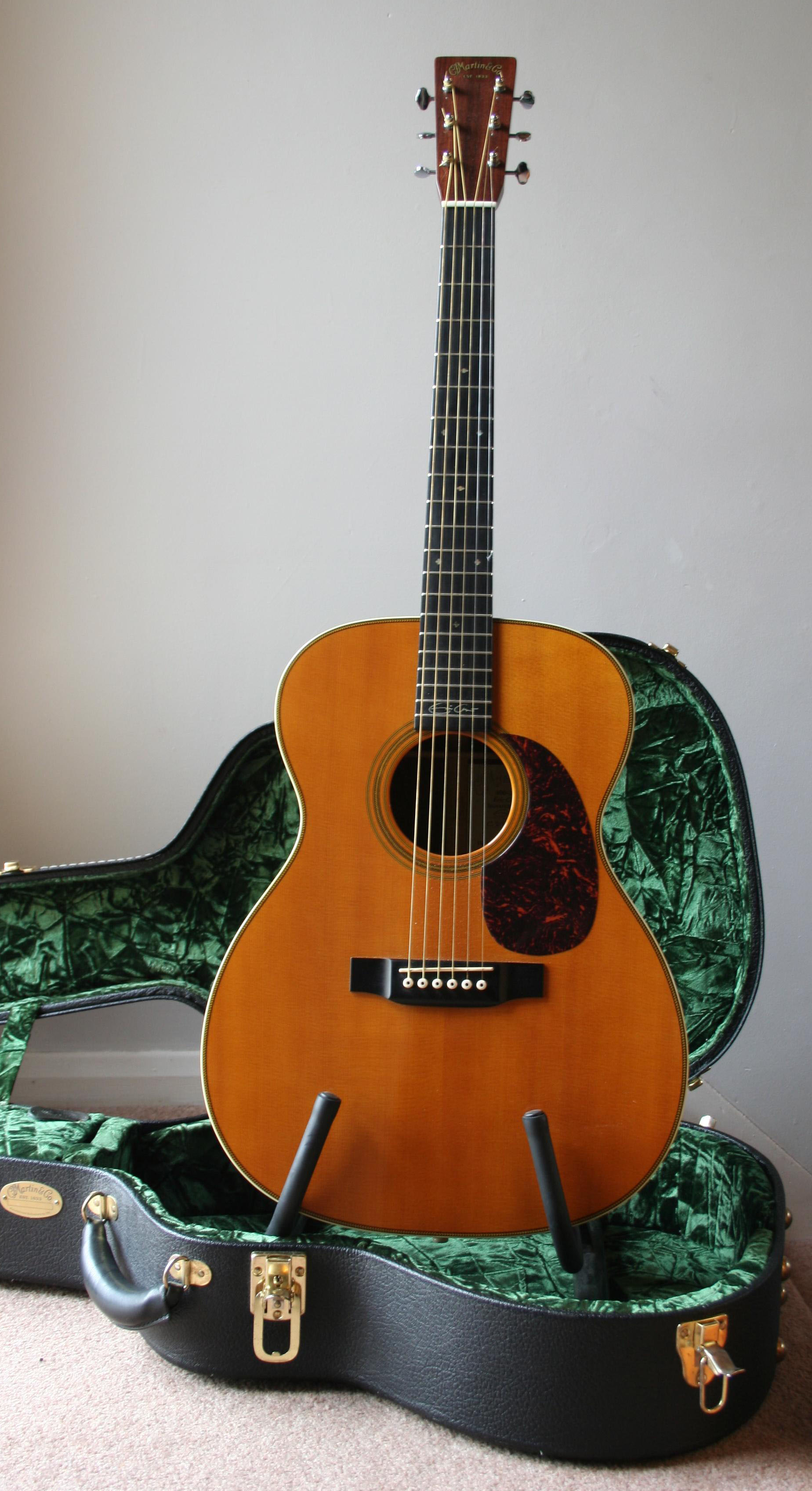
Eric Claptons 000-28EC Signatur-Gitarre.

Martin hat eine Reihe von Signaturmodellen aufgelegt, unter anderem für John Renbourn, Andy Fairweather-Low, Johnny Cash, Eric Clapton, John Mayer, Richie Sambora, Paul Simon, Mark Knopfler, Tom Petty, Eric Johnson, Sting, Dan Fogelberg und Ed Sheeran. Als erster Deutscher bekam Peter Bursch, der „Gitarrenlehrer der Nation“ eine eigene Signaturgitarre, als erster Österreicher „Mr. Fingerpicking“ Peter Ratzenbeck. Weiterhin gibt es Signaturmodelle für Wolfgang Niedecken von der Gruppe BAP und für Kuddel von den Toten Hosen. Außerdem gibt es von Martin unterschiedliche Sätze von Eric-Clapton-Gitarrensaiten (Clapton’s Choice) für Akustikgitarren.
Viele berühmte Gitarristen benutzten oder benutzen seit Jahren Martin-Gitarren, unter anderem Joan Baez (0-45), Johnny Cash (D-35 in Schwarz), John Frusciante, Dick Gaughan, Joni Mitchell (D-28), Paul Simon, David Crosby (D-45), Stephen Stills sowie Neil Young, der eine D-28 aus den 1940er-Jahren spielt, die zuvor Hank Williams gehörte; darunter war auch Elvis Presley, der die berühmten Sun Sessions ausschließlich mit seiner Martin aufnahm.

## Weitere Produkte
Neben Gitarren werden von Martin Guitars auch weitere Produkte und Zubehör für Gitarrenspieler angeboten. Dazu gehören neben einem umfangreichen Sortiment an Saiten beispielsweise Effektgeräte für Gitarren.